# مای خائو
مای‌خائو (به تایلندی: ตำบลไม้ขาว) در بخش تالانگ استان پوکت تایلند واقع شده‌است. سابقه سکونت در مای‌خائو به هزار سال پیش بازمی‌گردد ساکنان اولیه ظاهراً به دلیل شیوع بیماری از آنجا به جزایر آندامان نقل مکان کرده‌اند. مردم مای‌خائو از نظر اعتقادات ۶۰ درصد بودایی و ۳۰ درصد مسلمان هستند. پیشه مردم مای خائو کشاورزی تحصیل کائوچو و لاستیک طبیعی و پرورش نوعی آناناس قرمز بومی این منطقه است اما امروز پلاژ برهنگی مای‌خائو بر رونق گردشگری افزوده‌است. بهترین راه دسترسی به مای‌خائو فرودگاه بین‌المللی پوکت است.